# Zdrój (Zeitschrift)
Zdrój (polnisch für Quelle) war eine polnische Literatur- und Kunstzeitschrift, die von 1917 bis 1922 zweiwöchentlich in Posen erschien und von Jerzy Hulewicz und Witold Hulewicz herausgegeben wurde. Sie war die führende Zeitschrift des polnischen Expressionismus. Um die Zeitschrift bildete sich eine gleichnamige literarische Gruppe, die der deutschen Literaturzeitschrift Die Aktion nahestand und auch Kontakte zu den Dichtern des Skamander unterhielt. Neben Hulewicz gehörten zu dieser Gruppe z. B. Adam Bederski, Stanislaw Kubicki, Władysław Skotarek, Jan Stur und Zenon Kosidowski.

## Quelle
- Otto Mallek: Zdrój. In: Herbert Greiner-Mai (Hg.): Kleines Wörterbuch der Weltliteratur. VEB Bibliographisches Institut Leipzig 1983. S. 306.